# کلی بل
کلی بل (انگلیسی: Kelly Bell؛ زاده ۲۱ فوریهٔ ۱۹۸۲) یک مانکن اهل انگلستان است.